# Emil Frederiksen
Emil Frederiksen, né le 5 septembre 2000 à Viborg au Danemark, est un footballeur danois qui évolue au poste d'ailier droit au NK Istra 1961.

## Biographie

### En club
Né à Viborg au Danemark, Emil Frederiksen est formé par le club de sa ville natale, le Viborg FF avant de rejoindre les Pays-Bas et le club du SC Heerenveen au 1er janvier 2017, où il poursuit sa formation,.
Le 31 janvier 2020, Frederiksen est prêté jusqu'à la fin de saison à SønderjyskE, avec option d'achat.
Emil Frederiksen remporte la Coupe du Danemark avec SønderjyskE en 2020, il participe à la finale remportée par les siens sur le score de deux buts à zéro le 1er juillet 2020 face à l'Aalborg BK.
Le 3 août 2020 il est définitivement transféré à SønderjyskE, avec lequel il signe un contrat courant jusqu'en décembre 2023.
Le 19 juillet 2023, Emil Frederiksen rejoint la Norvège afin de s'engager en faveur du Rosenborg BK. Il signe un contrat courant jusqu'en décembre 2026.

### En sélection
Emil Frederiksen représente l'équipe du Danemark des moins de 19 ans de 2018 à 2019, jouant six matchs. Il marque notamment deux buts avec cette sélection, le premier contre la Tchéquie le 23 mars 2019 (défaite 3-1 des Danois) et le second face à l'Allemagne le 16 avril suivant (victoire 2-5 des Danois).
Il joue son premier match avec les espoirs le 12 janvier 2020, contre la Slovaquie. Il entre en jeu à la place de Jesper Lindstrøm lors de cette rencontre remportée par son équipe (3-1 score final).

## Palmarès

### En club
SønderjyskE
- Coupe du Danemark (1) :
  - Vainqueur : 2019-20.